# Peyroules
Peyroules település Franciaországban, Alpes-de-Haute-Provence megyében. Lakosainak száma 248 fő (2022. január 1.). Peyroules La Garde, Soleilhas, Saint-Auban, Séranon, Valderoure és Châteauvieux községekkel határos.

## Népesség
A település népességének változása:
| Lakosok száma | 91   | 91   | 136  | 211  | 225  | 229  | 240  | 247  | 250  | 248  |
|               | 1968 | 1982 | 1999 | 2006 | 2011 | 2015 | 2017 | 2018 | 2020 | 2022 |